# Cultura de Dadiwan
La cultura de Dadiwan (xinès: 大地灣文化; pinyin: Dàdìwān) (5850-5350 aC) va ser una cultura  neolítica de la qual s'han trobat restes principalment a les províncies de Gansu i Shaanxi, a la Xina. La cultura pren el nom del primer estrat trobat al lloc de Dadiwan. Aquesta cultura compartia unes quantes similituds amb les cultures de Cishan i Peiligang.
L'indret de Dadiwan va ser descobert al comtat de Qin'an, Gansu, i es va excavar des del 1975 fins al 1984. Dadiwan es va construir sobre el pendent d'una muntanya al sud del riu Qingshui, prop del riu Wei. L'estrat més antic d'aquest indret pertany a la cultura de Dadiwan, l'estrat del mig a la cultura de Yangshao i l'estrat més recent a la cultura de Longshan. El lloc cobreix una àrea de més d'un milió m². Les excavacions han descobert fins avui els fonaments de 240 cases, 35 forns de ceràmica, porcions de 12 séquies, 71 tombes, 325 forats per a emmagatzematge i rebuig, i més de 8.000 artefactes.
Els fonaments d'una gran edificació de 290 m² (420 m², incloent-hi el pati exterior), foren descoberts a Dadiwan. L'edifici, conegut com a F901, és descrit pels arqueòlegs xinesos com una sala de reunió comunal i es va bastir sobre una plataforma de terra pilonada, anivellada amb argila cuita.
L'agricultura és representada pels primers espècimens de collita de conreu de secà. Les restes de ji carbonitzat (una classe de mill antic), desenterrats durant la primera fase, són contemporanis dels que s'han trobat a Grècia i demostren que els primers conreus en aquesta àrea van ser ji, abans que es popularitzés el su (mill).